# Dorien De Backer
Dorien De Backer is een personage uit de Vlaamse soap Thuis dat gespeeld werd door Tineke Caels van 2006 tot 2009.

## Biografie
Dorien maakt in 2006 haar intrede wanneer Sam een aantal kamers in de loft verhuurd. Ze worden al snel verliefd en vormen een koppel. Het gaat goed, maar op de avond van het tweede huwelijksfeest van Eric en Martine raken Sam en Dorien betrokken bij een auto-ongeluk. Sam komt goed weg, maar Dorien zit voor de rest van haar leven in een rolstoel, omdat ze sinds het auto-ongeval verlamd is aan haar benen.
Voor Dorien is het niet gemakkelijk, maar samen met Sam gaat ze door de lange revalidatie. Doriens ouders vinden hun relatie maar niks, zeker niet omdat Dorien haar studies combineert met het runnen van de Fit&Fun samen met Sam. Het komt even tot een breuk tussen Dorien en haar ouders. Haar moeder draait snel bij. Wanneer Sam Dorien ten huwelijk vraagt, is haar vader ook bijgedraaid.
Sam en Dorien trouwen dus, op de dag dat Sams zus Sofie verdwijnt. Er komen al snel problemen in het huwelijk: Dorien wordt verliefd op een medestudent, Jonas. Maar uiteindelijk kiezen Sam en Dorien ervoor om hun huwelijk een tweede kans te geven. Dorien wil haar studies verderzetten in Lanzarote en verhuist samen met Sam naar het eiland.